# Melina Sophie
Melina Sophie (* 13. September 1995 als Melina Sophie Baumann) ist eine deutsche Webvideoproduzentin und Influencerin.

## Leben
Melina Sophie Baumann wuchs zusammen mit ihrem jüngeren Bruder in Minden auf. Dort besuchte sie das Herder-Gymnasium, das sie mit dem Mittleren Schulabschluss verließ.
Melina Sophie erstellte ihren YouTube-Kanal (damals unter dem Namen LifeWithMelina) im Oktober 2013. Besondere Aufmerksamkeit erlangte sie durch den YouTuber Liont. Ende 2014 zog sie nach Köln. Ihr Kanal hatte im Oktober 2021 über 1,8 Millionen Abonnenten mit insgesamt mehr als 300 Millionen Aufrufen. 2015 spielte sie neben anderen YouTubern in Michael David Pates Komödie Kartoffelsalat – Nicht fragen! mit.
Neben ihrem YouTube-Kanal betrieb Melina Sophie ebenfalls einen Instagram-Account mit über 3,6 Millionen Abonnenten und einen Twitter-Account mit mehr als 1,5 Millionen Abonnenten.
Im Juli 2015 bekannte sie sich in einem Video mit dem Titel Coming Out zur Homosexualität. Im Sommer 2016 beschloss sie, dreieinhalb Jahre in Island zu verbringen. Dort kaufte sie ein Haus, welches sie 2020 wieder veräußerte. Sie hat Grundkenntnisse in Isländisch.
2019 eröffnete sie einen neuen YouTube-Kanal unter dem Namen „melina“. Melina Sophie gründete im Jahr 2015 einen Kanal namens „Gaming with Melina“, dieser ist mittlerweile geschlossen. Seit 2020 lebt Baumann wieder in Deutschland, wo sie nun ein Haus besitzt.
Im Jahr 2021 war Melina Sophie Teil eines Buchprojekts von Sebastian Goddemeier, welches unter dem Namen „Coming-out: Queere Stars über den wichtigsten Moment in ihrem Leben" erschien“.
Am 30. Dezember 2021 verkündete Melina Sophie ihr Karriereende und gab an, sich aus der Öffentlichkeit zurückzuziehen.
Anfang April 2024 erstellte sie einen neuen Instagram-Account, der nach wenigen Stunden mehr als 30.000 Follower verzeichnete. Auch der ursprüngliche YouTube-Kanal, der weiterhin 1,8 Mio. Follower verzeichnet, wurde reaktiviert.
Von Mai bis September 2024 veröffentlichte Melina Sophie ihren Podcast "Geplant Spontan - Podchaos mit Melina Sophie".

## Auszeichnungen und Nominierungen

### Erhaltene Auszeichnungen
- 2015: Bravo Otto: in der Kategorie Social-Media-Star (Silber)[12]
- 2016: Webvideopreis Deutschland: in der Kategorie Person Of The Year – Female[13]
- 2017: Webvideopreis Deutschland: in der Kategorie: Opinion[14]

### Nominierungen
- 2018: Tiger Awards: in der Kategorie Influencer des Jahres[15]